# Économie quaternaire
L’« économie quaternaire » ou « économie du quaternaire » est un concept créé par Michèle Debonneuil. Le concept recouvre essentiellement un secteur économique conjuguant le secteur secondaire et le secteur tertiaire dont les produits ne sont ni des biens, ni des services, mais « de nouveaux services incorporant des biens, la mise à disposition temporaire de biens, de personnes, ou de combinaisons de biens et de personnes ». Outre ces produits, le secteur quaternaire comprend les technologies de l'information et de la communication (TIC) et la formation qui y sont associées, ainsi que les actions de l'État pour soutenir son développement.
Les travaux de Michèle Debonneuil l'ont conduit à développer le concept d'« économie quaternaire » sur la base du constat de l'interaction croissante entre différents éléments - ainsi, par exemple, dans le domaine des services de proximité, des services à la personne, ou des nouvelles technologies de traitement de l'information et de communication (TIC…).

## La montée des activités de service

### Une demande accrue de services
Les services au consommateur connaissent un développement sans précédent :
- Services dits de proximité, offerts dans des lieux dédiés : écoles, hôpitaux, garages, salons de coiffure, etc. Avec la contrainte que le consommateur n’a pas le choix du lieu, ni même le choix du temps où le service sera rendu : il lui faut prendre rendez-vous.
- Services à domicile, avec la fourniture de « petits » services « triviaux » (de la réparation d’un bouton au remplissage de la déclaration d’impôt ou au nettoyage des vitres). Avec la contrainte que les tarifs demandés ne sont pas forcément accessibles à tous (il n'est pas rare qu'un déplacement et une heure de travail soient facturés pour un service qui n’aura pris que quelques minutes ou même quelques secondes).
- Services à la personne, orientés vers la fourniture d'un service spécifique et, le plus souvent, d'une gamme de services, adaptés à l'état ou à la situation d'une personne.

### Une offre facilitée et encouragée par les apports des TIC
Le développement en cours des TIC (technologies de l'information et de la communication)  provoque l'irruption de nouvelles « manières de faire » qui amplifient, modifient la gamme des prestations offertes et accroissent les possibilités de :
– « mettre à la disposition du consommateur, là où il le souhaite, quand il le souhaite et pour une durée éventuellement courte, un prestataire capable d’apporter le savoir ou le savoir-faire demandé » ;
– déplacer le lieu de fourniture des services des lieux dédiés au lieu souhaité par le consommateur. Par exemple en substituant les soins à domicile aux soins hospitaliers ;
– d'assurer dans les cas nécessaires, la fourniture de prestations « à distance ».

## L’économie quaternaire aujourd'hui et demain
L’économie quaternaire naît ainsi de la conjugaison du secondaire et du tertiaire ; ses produits ne sont ni des biens, ni des services, mais « de nouveaux services incorporant des biens » : « La frontière entre les biens et les services s’estompe. » Elle peut impliquer des échanges informels et non monétaires, ou un système d'échange local (SEL).
Sans surprise, tout comme les produits de la Révolution industrielle hier (l’automobile, la télévision…), les produits du quaternaire concerneront d’abord les classes les plus aisées avant de se diffuser dans l’ensemble de la population. Comme durant l’essor des Trente Glorieuses, on peut s’attendre à une « spirale vertueuse entre gains de productivité, nouveaux emplois créés, élévation du pouvoir d’achat et accroissement de la demande ». Cela suppose que les emplois du quaternaire soient hautement qualifiés (et les biens associés soient assez sophistiqués) pour que les ménages y aient recours, ce qui requiert l'intervention de l'État et des efforts de formation.
- Aujourd'hui : Cette évolution des services est déjà visible dans certains secteurs : livraison des courses à domicile, fourniture de repas (pour personnes âgées, par livreur de pizza dans les grandes villes, etc.), soutien scolaire, assistance informatique, achats sur Internet, etc.  La mise à disposition de biens durables pour des durées variable, souvent courtes pourrait se substituer de plus en plus à leur achat. Utiliser le « Vélib' » devient une alternative à l’achat d’une bicyclette.
- Demain, différents types de vélos en libre service »[3] ou de véhicules propres pourraient se substituer au modèle de transport actuel. Aujourd’hui, le consommateur est propriétaire de nombreux biens :

Automobile, qui n’est souvent utilisée que quelques minutes par jour, soit rarement plus de 10 % du temps,
Machine à laver qui ne sert que quelques heures par semaine,
Tondeuse à gazon qui servira quelques heures par an,
Logiciels qui ne serviront que très peu – sinon jamais.
La charge postérieure à l'achat n'est pas mince pour le consommateur : c’est à lui d’apprendre à se servir de son équipement, de lui trouver une place de stockage, de l’assurer, de l’entretenir, de se débrouiller pour le faire réparer, … et de s’en débarrasser parce que « ce n’est pas réparable ».
Pour Michèle Debonneuil l'avenir passe plutôt par des entreprises qui pourraient :
– soit mettre à disposition ses salariés ;
– soit servir d'intermédiaire entre les personnes qui fournissent les services ou « biens-et-services » et ceux qui en bénéficient, notamment au moyen de contrôles automatiques et à distance portant soit sur des biens soit sur des personnes.
Elle note que si chaque ménage faisait appel à ces services une heure par semaine, un million d'emplois pourraient être créés, et que la plupart de ces emplois – de salariés ou de travailleurs indépendants –  ne sont pas délocalisables. Même si les progrès du quaternaire en matière d’emploi sont plutôt lents, ils seraient plus à même de renouveler l’industrie des pays développés et ainsi d’aider à la sauver.
Enfin, l’économie quaternaire constituerait la meilleure réponse au défi du développement durable, en renversant la perspective :
« plutôt que d’instaurer un nouveau schéma de production et de consommation à base d’éco-activités qui visent à ne pas détruire la planète et de vérifier que ce faisant on peut en attendre un peu de croissance, ne peut-on pas se donner pour objectif de mieux satisfaire nos besoins en le faisant tout autrement, et de vérifier que ce faisant on le fera proprement ! Objectif beaucoup plus ambitieux mais dont la visée donne une chance de ne pas conduire – à très court terme – à une nouvelle impasse ! »
En juillet 2011, le premier ministre français chargeait Michèle Debonneuil d’une mission de coordination du suivi et de l'évaluation d'expérimentations concernant l'utilisation des TIC dans le cadre de cette nouvelle économie du quaternaire,.

## Autres visions de l'économie quaternaire
Le sociologue Roger Sue avait utilisé le terme dans une tout autre acceptation à la fin des années 1990, comme le « secteur du nouvel âge de l’économie », où « l'homme s'empare de la production (et non plus l'inverse) et où les individus trouvent, à côté de l'emploi salarié, des gratifications et des critères d'investissement personnel profondément différents de ceux du marché et du secteur public ». « Les acteurs de cette nouvelle économie sociale visent un objectif clair, d'utilité économique et sociale, et un statut crédible vis-à-vis de l'extérieur : le volontariat »
.
Le philosophe et sociologue Michel Clouscard qualifie de « quaternaire » l'époque actuelle du libéralisme mondial marquée par le développement de nouveaux rapports sociaux liés aux technologies numériques et par la constitution d'une classe qui porte ce développement, la « classe quaternaire ». Cette classe est constituée de techniciens et cadres moyens et supérieurs de l'économie numérique et permet le développement des échanges mondiaux. Elle est une des classes de la médiation qui permet d'éviter le conflit classe contre classe et l'enjeu d'un nouveau populisme distinct du fascisme traditionnel lié au développement du capitalisme concurrentiel.